# Гонкур, Эдмон де
Эдмо́н де Гонку́р (фр. Edmond Huot de Goncourt, 26 мая 1822, Нанси — 16 июля 1896, Шанрозе) — французский писатель, прославившийся, вместе со своим братом Жюлем де Гонкуром, как романист, историк, художественный критик и мемуарист.